# 24 uur van Le Mans 1962

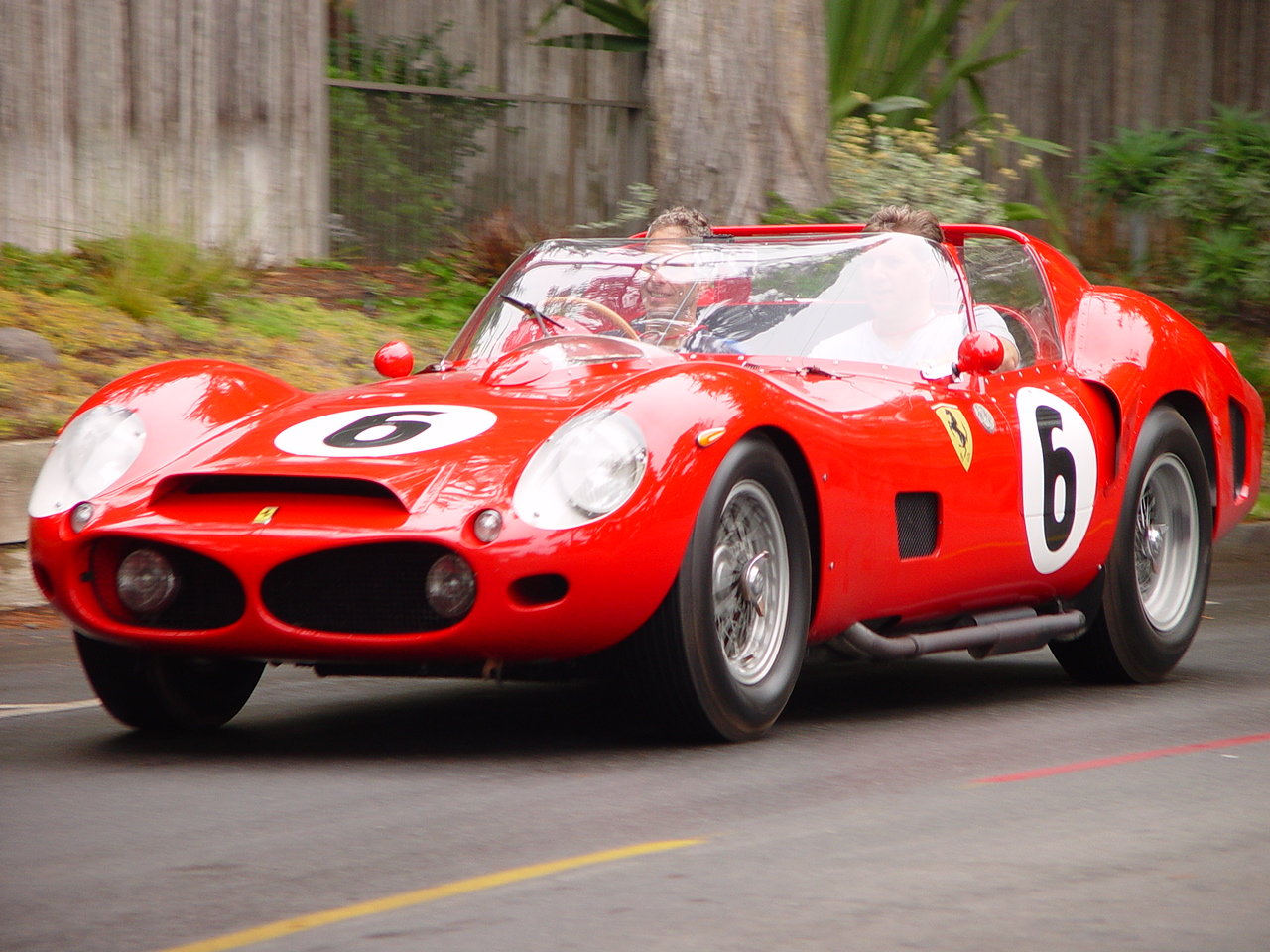
De winnende auto: de Ferrari 330 TRI/LM #6.

De 24 uur van Le Mans 1962 was de 30e editie van deze endurancerace. De race werd verreden op 23 en 24 juni 1962 op het Circuit de la Sarthe nabij Le Mans, Frankrijk.
De race werd gewonnen door de SEFAC Ferrari #6 van Olivier Gendebien en Phil Hill, die de race in 1961 ook al wonnen. Gendebien behaalde zijn vierde Le Mans-zege, waarmee hij een record vestigde, terwijl het voor Hill zijn derde Le Mans-overwinning was. De GT 3.0-klasse werd gewonnen door de Pierre Noblet #19 van Pierre Noblet en Jean Guichet. De GT +3.0-klasse werd gewonnen door de Briggs Cunningham #10 van Briggs Cunningham en Roy Salvadori. De E 3.0-klasse werd gewonnen door de North American Racing Team #17 van Bob Grossman en Fireball Roberts. De GT 1.6-klasse werd gewonnen door de Porsche System Engineering #34 van Edgar Barth en Hans Herrmann. De GT 1.3-klasse werd gewonnen door de Team Lotus Engineering #44 van David Hobbs en Frank Gardner. De GT 2.0-klasse werd gewonnen door de Morgan Motor Company #29 van Chris Lawrence en Richard Shepherd-Baron. De E 1.3-klasse werd gewonnen door de Equipe Nationale Belge #43 van Claude Dubois en Georges Harris. De E 850-klasse werd gewonnen door de Panhard & Levassor #53 van André Guilhaudin en Alain Bertaut. De E 1.15-klasse werd gewonnen door de Automobiles René Bonnet #46 van Bernard Consten en José Rosinski.

## Race
Winnaars in hun klasse zijn vetgedrukt. Auto's die minder dan 70% van de afstand van de winnaar van hun klasse hadden afgelegd werden niet geklasseerd.
| Pos. | Klasse  | No. | Team                              | Coureurs                                   | Chassis                          | Motor                     | Ronden |
| ---- | ------- | --- | --------------------------------- | ------------------------------------------ | -------------------------------- | ------------------------- | ------ |
| 1    | E +3.0  | 6   | SEFAC Ferrari                     | Olivier Gendebien Phil Hill                | Ferrari 330 TRI/LM               | Ferrari 4.0L V12          | 331    |
| 2    | GT 3.0  | 19  | Pierre Noblet                     | Pierre Noblet Jean Guichet                 | Ferrari 250 GTO                  | Ferrari 3.0L V12          | 326    |
| 3    | GT 3.0  | 22  | Equipe Nationale Belge            | Leon Dernier Jean Blaton                   | Ferrari 250 GTO                  | Ferrari 3.0L V12          | 314    |
| 4    | GT +3.0 | 10  | Briggs Cunningham                 | Briggs Cunningham Roy Salvadori            | Jaguar E-Type Coupé              | Jaguar 3.8L S6            | 310    |
| 5    | GT +3.0 | 9   | Peter Sargent                     | Peter Sargent Peter Lumsden                | Jaguar E-Type Coupé              | Jaguar 3.8L S6            | 310    |
| 6    | E 3.0   | 17  | North American Racing Team        | Bob Grossman Fireball Roberts              | Ferrari 250 GTO                  | Ferrari 3.0L V12          | 297    |
| 7    | GT 1.6  | 34  | Porsche System Engineering        | Edgar Barth Hans Herrmann                  | Porsche 356 B Carrera GTL Abarth | Porsche 1588cc F4         | 287    |
| 8    | GT 1.3  | 44  | Team Lotus Engineering            | David Hobbs Frank Gardner                  | Lotus Elite Mk14                 | Coventry Climax 1216cc S4 | 286    |
| 9    | GT 3.0  | 21  | SEFAC Ferrari                     | Ed Hugus George Reed                       | Ferrari 250 GT SWB Sperimentale  | Ferrari 3.0L V12          | 281    |
| 10   | GT 1.3  | 39  | Scuderia St. Ambroeus             | Giancarlo Sala Marcello de Luca di Lizzano | Alfa Romeo Giulietta SZ          | Alfa Romeo 1290cc S4      | 281    |
| 11   | GT 1.3  | 45  | Team Lotus Engineering            | Clive Hunt John Wyllie                     | Lotus Elite Mk14                 | Coventry Climax 1216cc S4 | 278    |
| 12   | GT 1.6  | 35  | Auguste Veuillet                  | Robert Buchet Heinz Schiller               | Porsche 356 B Carrera GTL Abarth | Porsche 1588cc F4         | 272    |
| 13   | GT 2.0  | 29  | Morgan Motor Company              | Chris Lawrence Richard Shepherd-Baron      | Morgan Plus 4 Super Sports       | Triumph 1991cc S4         | 270    |
| 14   | E 1.3   | 43  | Equipe Nationale Belge            | Claude Dubois Georges Harris               | Abarth 1300                      | Simca 1288cc S4           | 268    |
| 15   | GT 1.6  | 32  | Sunbeam Talbot                    | Peter Harper Peter Procter                 | Sunbeam Alpine                   | Sunbeam 1590cc S4         | 268    |
| 16   | E 850   | 53  | Panhard & Levassor                | André Guilhaudin Alain Bertaut             | CD Dyna Coupé                    | Panhard 702cc F2          | 255    |
| 17   | E 1.15  | 46  | Automobiles René Bonnet           | Bernard Consten José Rosinski              | Bonnet Djet                      | Renault 996cc S4          | 255    |
| 18   | E 850   | 50  | Automobiles René Bonnet           | Paul Armagnac Gérard Laureau               | Bonnet Djet 2 Spider             | Renault 706cc S4          | 253    |
| DNF  | E 3.0   | 27  | SEFAC Ferrari                     | Giancarlo Baghetti Ludovico Scarfiotti     | Ferrari 268 SP                   | Ferrari 2.6L V8           | 230    |
| DNF  | E 1.6   | 37  | Automobili O.S.C.A.               | George Arents José Behra                   | OSCA 1600 GT Zagato              | OSCA 1569cc S4            | 227    |
| DNF  | GT 1.3  | 40  | Scuderia St. Ambroeus             | Karl Foitek Riccardo Ricci                 | Alfa Romeo Giulietta SZ          | Alfa Romeo 1290cc S4      | 225    |
| DNF  | GT 3.0  | 24  | Ecurie Chiltern                   | John Whitmore Bob Olthoff                  | Austin-Healey 3000               | BMC 2.9L S6               | 212    |
| DNF  | GT 3.0  | 23  | Fernand Tavano                    | Fernand Tavano André Simon                 | Ferrari 250 GTO                  | Ferrari 3.0L V12          | 202    |
| DNF  | GT 1.6  | 33  | Sunbeam Talbot                    | Paddy Hopkirk Peter Jopp                   | Sunbeam Alpine                   | Sunbeam 1590cc S4         | 187    |
| DNF  | E +3.0  | 2   | Briggs Cunningham                 | Bruce McLaren Walt Hansgen                 | Maserati Tipo 151 Coupé          | Maserati 3.9L V8          | 177    |
| DNF  | E 3.0   | 28  | SEFAC Ferrari                     | Ricardo Rodríguez Pedro Rodríguez          | Ferrari 246 SP                   | Ferrari 2.4L V6           | 174    |
| DNF  | GT 3.0  | 58  | Scuderia SSS Republica di Venezia | Nino Vaccarella Giorgio Scarlatti          | Ferrari 250 GTO                  | Ferrari 3.0L V12          | 172    |
| DNF  | E 850   | 56  | Roger Masson                      | Roger Masson Teodore Zeccoli               | Abarth 700S                      | Fiat 701cc S4             | 171    |
| DNF  | GT 3.0  | 20  | UDT Laystall Racing Team          | Innes Ireland Masten Gregory               | Ferrari 250 GTO                  | Ferrari 3.0L V12          | 165    |
| DNF  | E +3.0  | 4   | Maserati France                   | Maurice Trintignant Lucien Bianchi         | Maserati Tipo 151 Coupé          | Maserati 3.9L V8          | 152    |
| DNF  | GT +3.0 | 1   | / Scuderia Scirocco               | Tony Settember Jack Turner                 | Chevrolet Corvette Coupé         | Chevrolet 5.4L V8         | 150    |
| DNF  | E 3.0   | 18  | North American Racing Team        | Peter Ryan John Fulp                       | Ferrari 250 TRI/61               | Ferrari 3.0L V12          | 150    |
| DNF  | GT +3.0 | 12  | Jean Kerguen                      | Jean Kerguen Jacques Dewez                 | Aston Martin DB4 GT Zagato       | Aston Martin 3.7L S6      | 134    |
| DNF  | E 850   | 55  | Panhard & Levassor                | Guy Verrier Bernard Boyer                  | CD Dyna Coupé                    | Panhard 702cc F2          | 128    |
| DNF  | GT +3.0 | 14  | Mike Salmon                       | Mike Salmon Ian Baillie                    | Aston Martin DB4 GT Zagato       | Aston Martin 3.7L S6      | 124    |
| DNF  | E 850   | 51  | Abarth Corse & Cie                | Régis Fraissinet Paul Condrillier          | Abarth 700S                      | Fiat 701cc S4             | 115    |
| DNF  | E 3.0   | 25  | Ecurie Ecosse                     | Jack Fairman Tommy Dickson                 | Tojeiro EE Coupé                 | Coventry Climax 2.5L S4   | 81     |
| DNF  | E 1.6   | 38  | Marcos Cars                       | John Hine Dick Prior                       | Marcos GT Gullwing               | Ford 1502cc S4            | 80     |
| DNF  | E +3.0  | 11  | David Brown Racing Dept.          | Graham Hill Richie Ginther                 | Aston Martin DP212               | Aston Martin 4.0L S6      | 78     |
| DNF  | E 850   | 54  | Panhard & Levassor                | Pierre Lelong Jean-Pierre Hanrioud         | CD Dyna Coupé                    | Panhard 702cc F2          | 73     |
| DNF  | E +3.0  | 3   | Briggs Cunningham                 | Bill Kimberley Dick Thompson               | Maserati Tipo 151 Coupé          | Maserati 3.9L V8          | 62     |
| DNF  | E 1.3   | 41  | Abarth Corse & Cie                | Roger Delageneste Jean Rolland             | Abarth 1300                      | Simca 1288cc S4           | 60     |
| DNF  | E +3.0  | 7   | SEFAC Ferrari                     | Mike Parkes Lorenzo Bandini                | Ferrari 330 LMB                  | Ferrari 4.0L V12          | 56     |
| DNF  | GT +3.0 | 8   | Maurice Charles                   | Maurice Charles John Coundley              | Jaguar E-Type Coupé              | Jaguar 3.8L S6            | 53     |
| DNF  | GT 2.0  | 60  | A. Chardonnet                     | Jean-Claude Magne Maurice Martin           | AC Ace                           | Bristol 1971cc S6         | 49     |
| DNF  | GT 1.6  | 30  | Porsche System Engineering        | Carel Godin de Beaufort Ben Pon            | Porsche 356 B Carrera GTL Abarth | Porsche 1588cc F4         | 35     |
| DNF  | GT 3.0  | 59  | Equipe Nationale Belge            | Georges Berger Robert Darville             | Ferrari 250 GT SWB               | Ferrari 3.0L V12          | 35     |
| DNF  | E 3.0   | 15  | Scuderia SSS Republica di Venezia | Jo Bonnier Dan Gurney                      | Ferrari 250 TRI/61               | Ferrari 3.0L V12          | 30     |
| DNF  | E 3.0   | 16  | Scuderia SSS Republica di Venezia | Carlo Abate Colin Davis                    | Ferrari 250 GT Drogo             | Ferrari 3.0L V12          | 30     |
| DNF  | E 1.3   | 62  | Abarth Corse & Cie                | Gianni Balzarini Franz Albert              | Abarth 1300                      | Simca 1288cc S4           | 30     |
| DNF  | E 1.3   | 42  | Abarth Corse & Cie                | Henri Oreiller Tom Spychinger              | Abarth 1300                      | Simca 1288cc S4           | 21     |
| DNF  | E 850   | 61  | Automobiles René Bonnet           | Jean Vinatier Jean-Claude Vidilles         | Bonnet Djet                      | Renault 706cc S4          | 13     |
| DNF  | E 1.6   | 36  | Automobili O.S.C.A.               | John Bentley John Gordon                   | OSCA 1600 GT Zagato              | OSCA 1569cc S4            | 12     |
| DNF  | E 850   | 52  | Abarth Corse & Cie                | Herbert Demetz Oddone Siggala              | Abarth 700S                      | Fiat 701cc S4             | 12     |
| DNF  | E 2.0   | 31  | TVR Cars                          | Peter Bolton Ninian Sanderson              | TVR Grantura Mk3                 | MG 1623cc S4              | 3      |
| DNS  | E 850   | 49  | Automobiles René Bonnet           | Robert Bouharde Jean Vinatier              | Bonnet Djet                      | Renault 706cc S4          | 0      |
| DNP  | GT 1.6  | 64  | Sunbeam Talbot                    | Keith Ballisat Ian Lewis                   | Sunbeam Alpine                   | Sunbeam 1590cc S4         | 0      |
| DNP  | E 2.0   | 65  | TVR Cars                          | Rob Slotemaker Ted Lund                    | TVR Grantura Mk3                 | MG 1623cc S4              | 0      |
| DNP  | E 850   | 68  | Guy Flayac                        | Georges Alexandrovitch Lucien Barhe        | Abarth 1000S                     | Fiat 1000cc S4            | 0      |
| DNP  | E 850   | 70  | Panhard & Levassor                | Robert Neyrat Robert Mougin                | CD Dyna Coupé                    | Panhard 702cc F2          | 0      |

1923 · 1924 · 1925 · 1926 · 1927 · 1928 · 1929 · 1930 · 1931 · 1932 · 1933 · 1934 · 1935 · 1936 · 1937 · 1938 · 1939 · 1940 - 1948 · 1949 · 1950 · 1951 · 1952 · 1953 · 1954 · 1955 (Ramp) · 1956 · 1957 · 1958 · 1959 · 1960 · 1961 · 1962 · 1963 · 1964 · 1965 · 1966 · 1967 · 1968 · 1969 · 1970 · 1971 · 1972 · 1973 · 1974 · 1975 · 1976 · 1977 · 1978 · 1979 · 1980 · 1981 · 1982 · 1983 · 1984 · 1985 · 1986 · 1987 · 1988 · 1989 · 1990 · 1991 · 1992 · 1993 · 1994 · 1995 · 1996 · 1997 · 1998 · 1999 · 2000 · 2001 · 2002 · 2003 · 2004 · 2005 · 2006 · 2007 · 2008 · 2009 · 2010 · 2011 · 2012 · 2013 · 2014 · 2015 · 2016 · 2017 · 2018 · 2019 · 2020 · 2021 · 2022 · 2023 · 2024